# Александрос Кондулис
Александрос Кондулис или капитан Скуртис (на гръцки: Αλέξανδρος Κοντούλης, καπετάν Σκούρτης) е гръцки офицер, дипломат и революционер, деец на гръцката въоръжена пропаганда в Македония.

## Биография
Роден е в 1858 година в Елевсина, Гърция, в арванитско семейство. Става военен и участва в няколко революции, както и в опита за гръцко въстание в 1878 година. Взима участие в Гръцко-турската война от 1897 година, а след това се включва в гръцката въоръжена пропаганда в Македония.
През май 1903 година пристига в Македония заедно с Георгиос Диконимос, Павлос Мелас и Георгиос Перос. През февруари 1904 година гръцкото правителство изпраща разузнавателна група от четирима гръцки офицери. Това са Александрос Кондулис, Георгиос Колокотронис, Анастасиос Папулас и Павлос Мелас, а с тях е и Коте Христов и трима негови сподвижници. При навлизането им в Македония при Чурилово ги посрещат Павел Киров и Лаки Пирза, които после ги отвеждат във вътрешността. Между 16 и 25 март офицерите посещават селата Габреш, Черновища, Руля, Ощима, Желево и Оровник, където посещават училищата и църквите, и раздават дребни рушвети.
След завръщането си в Гърция в доклада си Кондулис и Мелас заявяват, че в Македония има условия за гръцка въоръжена пропаганда, докато Папулас и Колокотронис смятат, че условията за гръцко четническо движение са неблагоприятни, поради невъзможността да се изместят българите от заетите позиции. В крайна сметка правителството и щабът на армията възприемат тезата на Кондулис и Мелас и гръцката въоръжена акция в Македония започва.
В 1911 година участва в борбите за освобождение от Османската империя в днешна Албания, а в 1912 година взима участие в Балканската война.
Пише биография на Коте Христов (капитан Котас). Кондулис умира в 1933 година.